# 洪都拉斯自由党
洪都拉斯自由党（西班牙语：Partido Liberal de Honduras）是洪都拉斯的一个自由主义政党，1891年成立。该党是国际自由联盟的一个成员。洪都拉斯自由党用红色来识别，其对手洪都拉斯国民党是蓝色。洪都拉斯的所有民主选举都是在这两个党之间进行的。
2001年11月25日举行的立法选举中，该党赢得40.8%的选票，在洪都拉斯国会的128个席位中赢得55席。在洪都拉斯总统选举中，它的候选人拉斐尔·皮内达·庞塞赢得44.3%的选票，但被洪都拉斯国民党的里卡多·马杜罗击败。
在2013年大选，該黨的總統候選人毛里西奧·比列達在總統選舉得票排第3落敗，該黨在國會選舉則取得27席。